# Rafał Rosolski
Rafał Rosolski, né le 27 mai 1991, est un kayakiste polonais pratiquant la course en ligne.

## Palmarès

### Championnats d'Europe
- 2016 à Moscou (Russie)
  -  Médaille de bronze en K-4 1000 m